# Liste der Baudenkmale in Göttingen

Wappen von Göttingen

In der Liste der Baudenkmale in Göttingen sind gegenwärtig alle denkmalgeschützten Bauten der niedersächsischen Stadt Göttingen im Baukulturensemble Innenstadt Göttingen mit dem Stand vom 19. August 2013 aufgelistet. Grundlage dieser Liste sind die Veröffentlichen zur Nachinventarisierung der Baudenkmäler der Göttinger Innenstadt. Die Baudenkmäler außerhalb der Innenstadt wurden im Rahmen der Denkmaltopographie in den 1970er Jahren erfasst und 1983 veröffentlicht; im Jahr 2020 wurde durch den Denkmalatlas Niedersachsen eine aktuellere Denkmalerfassung als Beta-Version veröffentlicht.

## Baukulturensemble Innenstadt Göttingen
Das Ensemble besteht aus 179 Einzeldenkmalen (gem. §3(2) NDSchG) und 819 konstituierenden Bestandteilen, die in 90 denkmalgeschützten Gruppen baulicher Anlagen zusammengefasst (gem. §3(3) NDSchG) sind. Die äußere Umgrenzung folgt dem Wallverlauf und wird vom äußeren Wallfuß beziehungsweise der äußeren Futtermauer definiert.
In den Spalten befinden sich folgende Informationen:
- Lage: die Adresse des Baudenkmales und die geographischen Koordinaten. Kartenansicht, um Koordinaten zu setzen. In der Kartenansicht sind Baudenkmale ohne Koordinaten mit einem roten Marker dargestellt und können in der Karte gesetzt werden. Baudenkmale ohne Bild sind mit einem blauen Marker gekennzeichnet, Baudenkmale mit Bild mit einem grünen Marker.
- Bezeichnung: Bezeichnung des Baudenkmales
- Beschreibung: die Beschreibung des Baudenkmales. Unter § 3 Abs. 2 NDSchG werden Einzeldenkmale und unter § 3 Abs. 3 NDSchG Gruppen baulicher Anlagen und deren Bestandteile ausgewiesen.
- ID: die Objekt-ID des Baudenkmales
- Bild: ein Bild des Baudenkmales, ggf. zusätzlich mit einem Link zu weiteren Fotos des Baudenkmals im Medienarchiv Wikimedia Commons. Wenn man auf das Kamerasymbol klickt, können Fotos zu Baudenkmalen aus dieser Liste hochgeladen werden:

### Stadtbefestigung

#### Innere Stadtmauer
| Lage                                                              | Bezeichnung    | Beschreibung                                               | ID | Bild           |
| ----------------------------------------------------------------- | -------------- | ---------------------------------------------------------- | -- | -------------- |
| Lange-Geismar-Straße 44 51° 31′ 53″ N, 9° 56′ 10″ O               | Stadtmauerrest | Mittelalterlich Geschützt nach § 3(3) NDSchG               |    | Weitere Bilder |
| Friedrichstraße 51° 32′ 3″ N, 9° 56′ 20″ O                        | Stadtmauerrest | Mittelalterlich Geschützt nach § 3(2) Einzeldenkmal NDSchG |    | Weitere Bilder |
| nördlich Jüdenstraße 41 51° 32′ 12″ N, 9° 56′ 10″ O               | Stadtmauerrest | Mittelalterlich Geschützt nach § 3(2) Einzeldenkmal NDSchG |    | Weitere Bilder |
| Turmstraße, westlich der Nikolaistraße 51° 31′ 49″ N, 9° 56′ 1″ O | Stadtmauerrest | Mittelalterlich Geschützt nach § 3(2) Einzeldenkmal NDSchG |    | Weitere Bilder |
| Turmstraße, östlich der Nikolaistraße 51° 31′ 50″ N, 9° 56′ 7″ O  | Stadtmauerrest | Mittelalterlich Geschützt nach § 3(2) Einzeldenkmal NDSchG |    | Weitere Bilder |
| Turmstraße 51° 31′ 49″ N, 9° 56′ 4″ O                             | Mauerturm      | Mittelalterlich Geschützt nach § 3(2) Einzeldenkmal NDSchG |    | Weitere Bilder |
| östlich Wendenstraße 5b 51° 32′ 0″ N, 9° 56′ 22″ O                | Stadtmauerrest | Mittelalterlich Geschützt nach § 3(2) Einzeldenkmal NDSchG |    | Weitere Bilder |

#### Stadtwall
| Lage                                           | Bezeichnung                  | Beschreibung | ID       | Bild           |
| ---------------------------------------------- | ---------------------------- | --- | -------- | -------------- |
| Ernst-Honig-Wall 51° 32′ 17″ N, 9° 56′ 19″ O   | Wall                         | Stadtwall zwischen Theaterstraße und Weender Straße Geschützt nach § 3(3) NDSchG                                                           | 35875955 | Weitere Bilder |
| Botanischer Garten 51° 32′ 18″ N, 9° 56′ 17″ O | Stadtbefestigung             | Reste der Stadtbefestigung im Botanischen Garten Geschützt nach § 3(3) NDSchG                                                              | 35877604 |                |
| Ernst-Honig-Wall 51° 0′ 0″ N, 9° 0′ 0″ O       | Walldurchlässe               | Drei gewölbte Tunneldurchlüsse in Natursteinmauerwerk durch den Wall im Bereich des alten botanischen Gartens Geschützt nach § 3(3) NDSchG | 35877260 | Weitere Bilder |
| Grotefend-Wall 51° 32′ 14″ N, 9° 55′ 58″ O     | Wall                         | Stadtwall zwischen Weender Straße und Obere-Masch-Straße Geschützt nach § 3(3) NDSchG                                                      | 42019721 | Weitere Bilder |
| Wall 51° 32′ 10″ N, 9° 55′ 45″ O               | Wall                         | Stadtwall zwischen Obere Masch-Straße und Goethe-Allee Geschützt nach § 3(3) NDSchG                                                        | 35876733 | Weitere Bilder |
| Wall 51° 32′ 5″ N, 9° 55′ 40″ O                | Wall                         | Stadtwall zwischen Goethe-Allee und Groner-Tor-Straße Geschützt nach § 3(3) NDSchG                                                         | 4201924  | Weitere Bilder |
| Wall 51° 31′ 49″ N, 9° 55′ 49″ O               | Wall                         | Stadtwall zwischen Groner-Tor-Straße und Angerstraße Geschützt nach § 3(3) NDSchG                                                          | 42019158 | Weitere Bilder |
| Wall 51° 31′ 53″ N, 9° 55′ 41″ O               | Brücke über die Gartenstraße | Fußgängerbrücke der Wallpromenade über die Gartenstraße, erbaut 1905/06 im Jugendstil Geschützt nach § 3(3) NDSchG                         | 38650004 | Weitere Bilder |
| Wall 51° 31′ 46″ N, 9° 56′ 0″ O                | Wall                         | Stadtwall zwischen Angerstraße und Nikolaistraße Geschützt nach § 3(3) NDSchG                                                              | 42017671 | Weitere Bilder |
| Bürgerstraße 27a 51° 31′ 47″ N, 9° 55′ 54″ O   | Bismarckhäuschen             | Stadtturm der Wallbefestigung Geschützt nach § 3(3) NDSchG                                                                                 | 35875975 | Weitere Bilder |
| Wall 51° 31′ 47″ N, 9° 55′ 54″ O               | Wall                         | Abgetragener Wall, Stadtwall zwischen Nikolaistraße und Kurze-Geismar-Straße Geschützt nach § 3(3) NDSchG                                  | 42016482 | Weitere Bilder |
| Wall 51° 31′ 47″ N, 9° 56′ 12″ O               | Gauß-Weber-Denkmal           | Gauß-Weber-Denkmal, errichtet 1899. Entwurf: Ferdinand Hartzer Geschützt nach § 3(3) NDSchG                                                | 38841430 | Weitere Bilder |
| Albaniwall 51° 31′ 51″ N, 9° 56′ 22″ O         | Wall                         | Stadtwall zwischen Am Geismartor und Albanikirchhof Geschützt nach § 3(3) NDSchG                                                           | 35875935 | Weitere Bilder |

### Westliche Innenstadt
Die Baudenkmale im westlichen Teil der Innenstadt sind in der Teilliste Baukulturensemble Innenstadt-Westteil aufgeführt.

### Östliche Innenstadt
Die Baudenkmale im östlichen Teil der Innenstadt sind in der Teilliste Baukulturensemble Innenstadt-Ostteil aufgeführt.

## Kernstadt außerhalb des Baukulturensemble Innenstadt
Die Baudenkmale in der Kernstadt außerhalb des Baukulturensembles Innenstadt sind in der Teilliste Kernstadt außerhalb des Baukulturensembles Innenstadt aufgeführt.

## Baudenkmale außerhalb der Kernstadt

### Deppoldshausen
| Lage                                        | Bezeichnung                             | Beschreibung                                       | ID       | Bild |
| ------------------------------------------- | --------------------------------------- | -------------------------------------------------- | -------- | ---- |
| 51° 35′ 3″ N, 9° 57′ 59″ O                  | Baudenkmalgruppe Vorwerk Deppoldshausen |                                                    | 35855241 |      |
| Deppoldshausen 1 51° 35′ 2″ N, 9° 57′ 59″ O | Wohnhaus                                | (Teil der Baudenkmalgruppe Vorwerk Deppoldshausen) | 35855635 |      |
| Deppoldshausen 1 51° 35′ 3″ N, 9° 57′ 58″ O | Nebengebäude                            | (Teil der Baudenkmalgruppe Vorwerk Deppoldshausen) | 35855614 | BW   |
| Deppoldshausen 1 51° 35′ 3″ N, 9° 58′ 0″ O  | Stall/Remise                            | (Teil der Baudenkmalgruppe Vorwerk Deppoldshausen) | 35855614 | BW   |

### Elliehausen

#### Gruppe: Alter Dorfbereich Orthwiesen
Die Gruppe „Alter Dorfbereich Orthwiesen“ hat die ID 35855255.

| Lage                                     | Bezeichnung | Beschreibung | ID       | Bild           |
| ---------------------------------------- | ----------- | ------------ | -------- | -------------- |
| Am Eikborn 30 51° 33′ 9″ N, 9° 52′ 16″ O | Kirche      |              | 35855740 | Weitere Bilder |
| Orthwiesen 3 51° 33′ 11″ N, 9° 52′ 17″ O | Pfarrhaus   |              | 35855806 |                |

#### Einzelbaudenkmale
| Lage                                            | Bezeichnung              | Beschreibung | ID       | Bild |
| ----------------------------------------------- | ------------------------ | ------------ | -------- | ---- |
| Am Eikborn 4 51° 33′ 8″ N, 9° 52′ 33″ O         | Wohn-/Wirtschaftsgebäude |              | 35856065 |      |
| Am Eikborn 15 51° 33′ 5″ N, 9° 52′ 23″ O        | Wohn-/Wirtschaftsgebäude |              | 35855932 |      |
| Am Eikborn 16 51° 33′ 7″ N, 9° 52′ 24″ O        | Wohn-/Wirtschaftsgebäude |              | 35855951 | BW   |
| Am Eikborn 18 51° 33′ 6″ N, 9° 52′ 23″ O        | Wohnhaus                 |              | 35855970 | BW   |
| Am Eikborn 19 51° 33′ 5″ N, 9° 52′ 20″ O        | Wohnhaus                 |              | 35855989 |      |
| Am Eikborn 21 51° 33′ 5″ N, 9° 52′ 20″ O        | Wohnhaus                 |              | 35856008 |      |
| Am Eikborn 23 51° 33′ 4″ N, 9° 52′ 19″ O        | Wohn-/Wirtschaftsgebäude |              | 35856027 |      |
| Am Eikborn 45 51° 33′ 7″ N, 9° 52′ 8″ O         | Wohnhaus                 |              | 35856046 |      |
| Elliehäuser Anger 51° 33′ 7″ N, 9° 52′ 33″ O    | Grünbereich              |              | 35856160 |      |
| Elliehäuser Anger 2 51° 33′ 5″ N, 9° 52′ 33″ O  | Wohn-/Wirtschaftsgebäude |              | 35856084 |      |
| Elliehäuser Anger 6 51° 33′ 7″ N, 9° 52′ 36″ O  | Wohnhaus                 |              | 35856103 |      |
| Elliehäuser Anger 7 51° 33′ 7″ N, 9° 52′ 37″ O  | Wohnhaus                 |              | 35856122 |      |
| Elliehäuser Anger 8 51° 33′ 7″ N, 9° 52′ 38″ O  | Wohnhaus                 |              | 35856141 |      |
| In der Klappe 3 51° 33′ 4″ N, 9° 52′ 33″ O      | Wohnhaus                 |              | 35856179 |      |
| Unterm Hoppenberge 3 51° 33′ 11″ N, 9° 52′ 4″ O | Wohnhaus                 |              | 35856198 |      |

### Esebeck
| Lage                                            | Bezeichnung                                     | Beschreibung                                                               | ID       | Bild           |
| ----------------------------------------------- | ----------------------------------------------- | -------------------------------------------------------------------------- | -------- | -------------- |
| 51° 33′ 54″ N, 9° 50′ 41″ O                     | Baudenkmalgruppe Kirchhof Esebeck               |                                                                            | 35854707 |                |
| An der Insel 4 51° 33′ 53″ N, 9° 50′ 40″ O      | St.-Pankratius-Kirche                           | (Teil der Baudenkmalgruppe Kirchhof Esebeck)                               | 35856532 | Weitere Bilder |
| An der Insel 4 51° 33′ 53″ N, 9° 50′ 42″ O      | Schule                                          | (Teil der Baudenkmalgruppe Kirchhof Esebeck)                               | 35856511 |                |
| An der Insel 6 51° 33′ 53″ N, 9° 50′ 42″ O      | Wohnhaus                                        | (Teil der Baudenkmalgruppe Kirchhof Esebeck)                               | 35856490 |                |
| An der Insel 4 51° 33′ 53″ N, 9° 50′ 39″ O      | Einfriedung des Kirchhofs                       | (Teil der Baudenkmalgruppe Kirchhof Esebeck)                               | 35856385 |                |
| 51° 33′ 48″ N, 9° 50′ 40″ O                     | Baudenkmalgruppe Hofanlagen Über der Esebeeke 5 | die Gruppe besteht aus den Grundstücken der Höfe Über der Esebeeke 5 und 7 | 35854720 |                |
| Über der Esebeeke 7 51° 33′ 49″ N, 9° 50′ 40″ O | Wohnhaus                                        | (Teil der Baudenkmalgruppe Hofanlagen Über der Esebeeke 5)                 | 35856448 |                |
| 51° 33′ 51″ N, 9° 50′ 39″ O                     | Baudenkmalgruppe Hofanlage Über der Esebeeke 14 | die Gruppe besteht aus der Hofanlage Über der Esebeeke 14                  | 35854733 |                |
| Zur Quelle 5 51° 33′ 53″ N, 9° 50′ 49″ O        | Wohnhaus                                        |                                                                            | 35856408 |                |

### Geismar
| Lage                                                                | Bezeichnung                                    | Beschreibung                                                                                             | ID       | Bild           |
| ------------------------------------------------------------------- | ---------------------------------------------- | --- | -------- | -------------- |
| 51° 30′ 38″ N, 9° 57′ 25″ O                                         | Baudenkmalgruppe Ortskern Geismar              | | 35854746 |                |
| Hauptstraße 41 51° 30′ 39″ N, 9° 57′ 26″ O                          | Wohnhaus                                       | (Teil der Baudenkmalgruppe Ortskern Geismar)                                                             | 35857281 |                |
| Hauptstraße 43 51° 30′ 39″ N, 9° 57′ 26″ O                          | Wohnhaus                                       | (Teil der Baudenkmalgruppe Ortskern Geismar)                                                             | 35857260 |                |
| Hauptstraße 45 51° 30′ 38″ N, 9° 57′ 25″ O                          | Wohnhaus                                       | (Teil der Baudenkmalgruppe Ortskern Geismar)                                                             | 35857239 |                |
| Hauptstraße 47 51° 30′ 37″ N, 9° 57′ 25″ O                          | Wohnhaus                                       | (Teil der Baudenkmalgruppe Ortskern Geismar)                                                             | 35857218 |                |
| Hauptstraße 47 51° 30′ 37″ N, 9° 57′ 26″ O                          | Wirtschaftsgebäude                             | (Teil der Baudenkmalgruppe Ortskern Geismar)                                                             | 35857197 |                |
| Hauptstraße 49 51° 30′ 37″ N, 9° 57′ 25″ O                          | Wohnhaus                                       | (Teil der Baudenkmalgruppe Ortskern Geismar)                                                             | 35857176 |                |
| Hauptstraße 60 51° 30′ 40″ N, 9° 57′ 24″ O                          | Wohn-/Wirtschaftsgebäude                       | (Teil der Baudenkmalgruppe Ortskern Geismar)                                                             | 35857155 |                |
| Hauptstraße 62 51° 30′ 39″ N, 9° 57′ 24″ O                          | Wohnhaus                                       | (Teil der Baudenkmalgruppe Ortskern Geismar)                                                             | 35857133 |                |
| 51° 30′ 40″ N, 9° 57′ 11″ O                                         | Baudenkmalgruppe Kreuzhof Heidelbeergasse 1    | | 35854759 |                |
| Heidelbeergasse 1 51° 30′ 39″ N, 9° 57′ 12″ O                       | Wohnhaus                                       | (Teil der Baudenkmalgruppe Kreuzhof Heidelbeergasse 1)                                                   | 35856555 |                |
| Heidelbeergasse 1 51° 30′ 40″ N, 9° 57′ 13″ O                       | Stall                                          | (Teil der Baudenkmalgruppe Kreuzhof Heidelbeergasse 1)                                                   | 35856577 |                |
| Heidelbeergasse 1 51° 30′ 40″ N, 9° 57′ 11″ O                       | Stall                                          | (Teil der Baudenkmalgruppe Kreuzhof Heidelbeergasse 1)                                                   | 35856599 |                |
| Heidelbeergasse 1 51° 30′ 40″ N, 9° 57′ 12″ O                       | Wirtschaftsgebäude                             | (Teil der Baudenkmalgruppe Kreuzhof Heidelbeergasse 1)                                                   | 35856646 |                |
| Heidelbeergasse 1 51° 30′ 40″ N, 9° 57′ 10″ O                       | Scheune                                        | (Teil der Baudenkmalgruppe Kreuzhof Heidelbeergasse 1)                                                   | 36038713 |                |
| Heidelbeergasse 1 51° 30′ 39″ N, 9° 57′ 11″ O                       | Stall                                          | (Teil der Baudenkmalgruppe Kreuzhof Heidelbeergasse 1)                                                   | 36038740 |                |
| 51° 30′ 39″ N, 9° 57′ 22″ O                                         | Baudenkmalgruppe Kirchhof Geismar              | | 35854772 |                |
| Mitteldorfstraße 2 51° 30′ 40″ N, 9° 57′ 23″ O                      | Stall                                          | (Teil der Baudenkmalgruppe Kirchhof Geismar)                                                             | 35857061 |                |
| Mitteldorfstraße 3 51° 30′ 39″ N, 9° 57′ 22″ O                      | Evangelische Pfarrkirche St. Martin            | (Teil der Baudenkmalgruppe Kirchhof Geismar)                                                             | 35857016 | Weitere Bilder |
| Mitteldorfstraße 4 51° 30′ 40″ N, 9° 57′ 22″ O                      | Pfarrhaus                                      | (Teil der Baudenkmalgruppe Kirchhof Geismar)                                                             | 35857039 |                |
| 51° 30′ 38″ N, 9° 57′ 13″ O                                         | Baudenkmalgruppe Hofanlage Mitteldorfstraße 13 | | 35855416 |                |
| Mitteldorfstraße 13 51° 30′ 39″ N, 9° 57′ 13″ O                     | Wohnhaus                                       | (Teil der Baudenkmalgruppe Hofanlage Mitteldorfstraße 13)                                                | 35857083 |                |
| Mitteldorfstraße 13 51° 30′ 38″ N, 9° 57′ 13″ O                     | Scheune                                        | (Teil der Baudenkmalgruppe Hofanlage Mitteldorfstraße 13)                                                | 35857302 |                |
| Mitteldorfstraße 13 51° 30′ 38″ N, 9° 57′ 14″ O                     | Stall/Scheune                                  | (Teil der Baudenkmalgruppe Hofanlage Mitteldorfstraße 13)                                                | 35857328 |                |
| 51° 29′ 39″ N, 9° 56′ 10″ O                                         | Baudenkmalgruppe Klostergut Reinshof           | die Gruppe besteht aus dem Grundstück Reinhäuser Landstraße 298 des Klosterguts Reinshof                 | 35855431 | BW             |
| Reinhäuser Landstraße 298 51° 29′ 39″ N, 9° 56′ 10″ O               | Gewölbekeller                                  | (Teil der Baudenkmalgruppe Klostergut Reinshof)                                                          | 35856621 | BW             |
| Reinhäuser Landstraße 298 51° 29′ 39″ N, 9° 56′ 10″ O               | Wohnhaus                                       | (Teil der Baudenkmalgruppe Klostergut Reinshof)                                                          | 35856868 | BW             |
| Am Geismar Thie 2 51° 30′ 38″ N, 9° 57′ 21″ O                       | Schul- und Lehrerhaus                          | | 35856996 |                |
| Glockenweg 10 51° 31′ 5″ N, 9° 57′ 36″ O                            | Himmelsruh                                     | | 41932125 |                |
| Hauptstraße o. Nr. (zwischen 61 und 63) 51° 30′ 30″ N, 9° 57′ 33″ O | Jüdischer Friedhof Geismar                     | Erstmals 1744 erwähnter Friedhof mit letzter Bestattung im Jahr 1883. Nicht mehr als Friedhof erkennbar. | 35857423 | Weitere Bilder |
| Im Kolke o. Nr. 51° 30′ 37″ N, 9° 57′ 18″ O                         | Böschungsmauer                                 | | 35856817 |                |
| Im Kolke o. Nr. 51° 30′ 37″ N, 9° 57′ 19″ O                         | Geismarer Tränke                               | | 35856817 |                |
| Im Kolke o. Nr. 51° 30′ 37″ N, 9° 57′ 19″ O                         | Gerinne                                        | | 35857398 |                |
| Kiesseestraße 137 51° 30′ 54″ N, 9° 55′ 55″ O                       | Pumpwerk                                       | | 35856933 |                |
| Kiesseestraße 147 51° 30′ 54″ N, 9° 55′ 44″ O                       | Mühle                                          | | 35856913 | BW             |
| Reinhäuser Landstraße 200 51° 30′ 35″ N, 9° 56′ 19″ O               | Landwehrschänke                                | | 35856893 |                |

### Grone
| Lage                                                   | Bezeichnung                                  | Beschreibung                                                                                                 | ID       | Bild           |
| ------------------------------------------------------ | -------------------------------------------- | --- | -------- | -------------- |
| 51° 32′ 5″ N, 9° 53′ 37″ O                             | Baudenkmalgruppe Hofanlage Backhausstraße 2  | die Gruppe besteht aus den Gebäuden der Hofanlage Backhausstraße 2                                           | 35854785 | BW             |
| Backhausstraße 2 51° 32′ 5″ N, 9° 53′ 36″ O            | Wohnhaus                                     | (Teil der Baudenkmalgruppe Hofanlage Backhausstraße 2)                                                       | 35883326 |                |
| Backhausstraße 2 51° 32′ 5″ N, 9° 53′ 36″ O            | Nebengebäude                                 | (Teil der Baudenkmalgruppe Hofanlage Backhausstraße 2), abgerissen und durch eine Garage ersetzt             | 35883305 |                |
| 51° 32′ 6″ N, 9° 53′ 25″ O                             | Baudenkmalgruppe Hofanlage Lange Reekesweg   | die Gruppe besteht aus den Häusern Lange Reekesweg 2 und Schlagemühlenweg 2 ohne ausgewiesene Einzeldenkmale | 35854811 |                |
| 51° 31′ 57″ N, 9° 53′ 59″ O                            | Baudenkmalgruppe Gotteslager                 | die Gruppe besteht aus den Grundstücken Gotteslager 8 und 10                                                 | 35854824 |                |
| Gotteslager 8 51° 31′ 57″ N, 9° 53′ 59″ O              | Wohnhaus                                     | (Teil der Baudenkmalgruppe Gotteslager)                                                                      | 35883218 |                |
| Gotteslager 10 51° 31′ 57″ N, 9° 53′ 59″ O             | Wohnhaus                                     | (Teil der Baudenkmalgruppe Gotteslager)                                                                      | 35883196 |                |
| Gotteslager 10 51° 31′ 57″ N, 9° 53′ 59″ O             | Anbau                                        | (Teil der Baudenkmalgruppe Gotteslager)                                                                      | 35882301 |                |
| 51° 32′ 8″ N, 9° 53′ 41″ O                             | Baudenkmalgruppe Kirchhof Grone              | die Gruppe besteht aus der Kirche, dem Haus Kirchgasse 1 und den Häusern Kirchstraße 4 und 6                 | 35854837 | BW             |
| Kirchgasse 1 51° 32′ 7″ N, 9° 53′ 42″ O                | Wohnhaus                                     | (Teil der Baudenkmalgruppe Kirchhof Grone)                                                                   | 35883153 |                |
| Kirchstraße 2 51° 32′ 7″ N, 9° 53′ 40″ O               | Petrikirche                                  | (Teil der Baudenkmalgruppe Kirchhof Grone)                                                                   | 35883174 |                |
| Kirchstraße 4 51° 32′ 8″ N, 9° 53′ 40″ O               | Pfarrwitwenhaus                              | (Teil der Baudenkmalgruppe Kirchhof Grone)                                                                   | 35883131 |                |
| Kirchstraße 6 51° 32′ 9″ N, 9° 53′ 41″ O               | Pfarrhaus                                    | (Teil der Baudenkmalgruppe Kirchhof Grone)                                                                   | 35883110 |                |
| 51° 32′ 2″ N, 9° 53′ 52″ O                             | Baudenkmalgruppe Hofanlage Zollstock 27-29   | die Gruppe besteht aus den Grundstücken Zollstock 27-29                                                      | 35854864 | BW             |
| Zollstock 27 51° 32′ 2″ N, 9° 53′ 52″ O                | Wohnhaus                                     | (Teil der Baudenkmalgruppe Hofanlage Zollstock 27-29)                                                        | 35881800 |                |
| Zollstock 27 51° 32′ 1″ N, 9° 53′ 52″ O                | Wirtschaftsgebäude                           | (Teil der Baudenkmalgruppe Hofanlage Zollstock 27-29)                                                        | 35881905 |                |
| Zollstock 27 51° 32′ 1″ N, 9° 53′ 52″ O                | Stall                                        | (Teil der Baudenkmalgruppe Hofanlage Zollstock 27-29)                                                        | 35882012 | BW             |
| Zollstock 29 51° 32′ 2″ N, 9° 53′ 52″ O                | Wohnhaus                                     | (Teil der Baudenkmalgruppe Hofanlage Zollstock 27-29)                                                        | 35882895 |                |
| Zollstock 29 51° 32′ 2″ N, 9° 53′ 51″ O                | Anbau                                        | (Teil der Baudenkmalgruppe Hofanlage Zollstock 27-29)                                                        | 35882322 | BW             |
| 51° 32′ 4″ N, 9° 53′ 51″ O                             | Baudenkmalgruppe Hofanlage Zollstock 33-35   | die Gruppe besteht aus den Hofanlagen Zollstock 33 und 35                                                    | 35854877 |                |
| Zollstock 33 51° 32′ 4″ N, 9° 53′ 51″ O                | Streckhof                                    | (Teil der Baudenkmalgruppe Hofanlage Zollstock 33-35)                                                        | 35882873 |                |
| Zollstock 35 51° 32′ 4″ N, 9° 53′ 50″ O                | Wohnhaus                                     | (Teil der Baudenkmalgruppe Hofanlage Zollstock 33-35)                                                        | 35881779 |                |
| Zollstock 35 51° 32′ 4″ N, 9° 53′ 50″ O                | Scheune                                      | (Teil der Baudenkmalgruppe Hofanlage Zollstock 33-35)                                                        | 35881884 |                |
| 51° 32′ 5″ N, 9° 53′ 50″ O                             | Baudenkmalgruppe Hofanlage Zollstock 44-46   | | 35854890 |                |
| Zollstock 44 51° 32′ 6″ N, 9° 53′ 51″ O                | Wohnhaus                                     | (Teil der Baudenkmalgruppe Hofanlage Zollstock 44-46)                                                        | 35882852 |                |
| Zollstock 46 51° 32′ 5″ N, 9° 53′ 50″ O                | Wohnhaus                                     | (Teil der Baudenkmalgruppe Hofanlage Zollstock 44-46)                                                        | 35881821 |                |
| Zollstock 46 51° 32′ 5″ N, 9° 53′ 50″ O                | Scheune                                      | (Teil der Baudenkmalgruppe Hofanlage Zollstock 44-46)                                                        | 35881928 |                |
| 51° 31′ 57″ N, 9° 53′ 24″ O                            | Baudenkmalgruppe Siekweg                     | | 35855281 |                |
| Helvesanger 1 51° 31′ 57″ N, 9° 53′ 24″ O              | Wohnhaus                                     | (Teil der Baudenkmalgruppe Siekweg)                                                                          | 35882555 |                |
| Siekweg 2 51° 31′ 57″ N, 9° 53′ 24″ O                  | Wohnhaus                                     | (Teil der Baudenkmalgruppe Siekweg)                                                                          | 35883025 |                |
| 51° 32′ 0″ N, 9° 53′ 38″ O                             | Baudenkmalgruppe Zehntscheuerstraße 1        | die Gruppe besteht aus den Häusern Backhausstraße 10 und Zehntscheuerstraße 1                                | 35855294 |                |
| Backhausstraße 10 51° 32′ 0″ N, 9° 53′ 39″ O           | Scheune                                      | (Teil der Baudenkmalgruppe Zehntscheuerstraße 1)                                                             | 35882983 |                |
| Zehntscheuerstraße 1 51° 32′ 0″ N, 9° 53′ 38″ O        | Wohnhaus                                     | (Teil der Baudenkmalgruppe Zehntscheuerstraße 1)                                                             | 35883004 |                |
| 51° 31′ 32″ N, 9° 52′ 55″ O                            | Baudenkmalgruppe Autobahnmeisterei Göttingen | die Gruppe besteht aus den Gebäuden der Autobahnmeisterei ohne ausgewiesene Einzeldenkmale                   | 35855321 |                |
| 51° 32′ 14″ N, 9° 54′ 27″ O                            | Baudenkmalgruppe Saline Luisenhall           | die Gruppe besteht aus den Gebäuden der Saline                                                               | 35855363 |                |
| Greitweg 48 51° 32′ 15″ N, 9° 54′ 28″ O                | Schornstein                                  | (Teil der Baudenkmalgruppe Saline Luisenhall)                                                                | 35882180 |                |
| Greitweg 48a 51° 32′ 16″ N, 9° 54′ 21″ O               | Villa Levin                                  | (Teil der Baudenkmalgruppe Saline Luisenhall)                                                                | 35882515 | Weitere Bilder |
| Greitweg 48a 51° 32′ 16″ N, 9° 54′ 21″ O               | Fabrikantenvilla                             | (Teil der Baudenkmalgruppe Saline Luisenhall), identisch mit der Villa Levin                                 | 35883347 | Weitere Bilder |
| Greitweg 48c 51° 32′ 14″ N, 9° 54′ 25″ O               | Verwaltungsgebäude                           | (Teil der Baudenkmalgruppe Saline Luisenhall)                                                                | 35883376 |                |
| Greitweg 48d 51° 32′ 14″ N, 9° 54′ 26″ O               | Wohnhaus                                     | (Teil der Baudenkmalgruppe Saline Luisenhall)                                                                | 35883405 |                |
| Greitweg 48 51° 32′ 12″ N, 9° 54′ 28″ O                | Bohrturm 2                                   | (Teil der Baudenkmalgruppe Saline Luisenhall)                                                                | 35883433 |                |
| Greitweg 48 51° 32′ 16″ N, 9° 54′ 26″ O                | Siedehaus                                    | (Teil der Baudenkmalgruppe Saline Luisenhall)                                                                | 35883463 |                |
| Greitweg 48 51° 32′ 16″ N, 9° 54′ 26″ O                | Magazin                                      | (Teil der Baudenkmalgruppe Saline Luisenhall)                                                                | 35883489 |                |
| Greitweg 48e, 48f 51° 32′ 15″ N, 9° 54′ 27″ O          | Bohrturm 1                                   | (Teil der Baudenkmalgruppe Saline Luisenhall)                                                                | 35883514 |                |
| Greitweg 48 51° 32′ 16″ N, 9° 54′ 26″ O                | Trockenanlage                                | (Teil der Baudenkmalgruppe Saline Luisenhall)                                                                | 35883545 |                |
| Greitweg 48 51° 32′ 17″ N, 9° 54′ 26″ O                | Siedehaus                                    | (Teil der Baudenkmalgruppe Saline Luisenhall)                                                                | 35883572 |                |
| Greitweg 48 51° 32′ 17″ N, 9° 54′ 25″ O                | Kesselhaus                                   | (Teil der Baudenkmalgruppe Saline Luisenhall)                                                                | 35883602 |                |
| Garbenstraße 26 51° 32′ 6″ N, 9° 53′ 27″ O             | Wohnhaus                                     | | 35882811 |                |
| Greittor 6 51° 32′ 7″ N, 9° 53′ 50″ O                  | Hofanlage                                    | | 35882791 |                |
| Greittor 7 51° 32′ 8″ N, 9° 53′ 48″ O                  | Wohnhaus                                     | | 35882772 |                |
| Heinrich-Warnecke-Straße 12 51° 32′ 6″ N, 9° 53′ 43″ O | Wohnhaus                                     | | 35883627 |                |
| Heinrich-Warnecke-Straße 14 51° 32′ 6″ N, 9° 53′ 44″ O | Wohnhaus                                     | | 35882753 |                |
| Krugstraße 11 51° 32′ 0″ N, 9° 53′ 47″ O               | Wohnhaus                                     | | 35882734 |                |
| Martin-Luther-Straße 2 51° 32′ 8″ N, 9° 53′ 51″ O      | Gemeindehaus Grone                           | | 35882714 |                |
| Martin-Luther-Straße 10 51° 32′ 11″ N, 9° 53′ 48″ O    | Schule                                       | | 35882695 |                |
| Schäfergasse 1 51° 31′ 58″ N, 9° 54′ 2″ O              | Wohnhaus                                     | | 35882675 |                |
| Zehntscheuerstraße 4 51° 32′ 2″ N, 9° 53′ 37″ O        | Wohnhaus                                     | | 35882655 |                |
| Zehntscheuerstraße 10 51° 32′ 1″ N, 9° 53′ 35″ O       | Wohnhaus                                     | nur rechte Haushälfte                                                                                        | 35882636 |                |
| Zehntscheuerstraße 21/21a 51° 31′ 58″ N, 9° 53′ 29″ O  | Wohnhaus                                     | | 35882617 |                |
| Zollstock 15 51° 31′ 58″ N, 9° 53′ 52″ O               | Wohnhaus                                     | | 35882597 |                |
| Zollstock 54 51° 32′ 7″ N, 9° 53′ 47″ O                | Wohnhaus                                     | | 35882577 |                |

### Groß Ellershausen
| Lage                                              | Bezeichnung                                             | Beschreibung                                                                                | ID       | Bild           |
| ------------------------------------------------- | ------------------------------------------------------- | ------------------------------------------------------------------------------------------- | -------- | -------------- |
| 51° 31′ 17″ N, 9° 51′ 59″ O                       | Baudenkmalgruppe Hofanlage Dransfelder Straße           | die Gruppe besteht aus den Gebäuden der Höfe Dransfelder Straße 15 und 17                   | 35854903 | BW             |
| Dransfelder Straße 15 51° 31′ 18″ N, 9° 52′ 0″ O  | Scheune/Stall                                           | (Teil der Baudenkmalgruppe Hofanlage Dransfelder Straße)                                    | 35884234 |                |
| Dransfelder Straße 17 51° 31′ 18″ N, 9° 51′ 58″ O | Wohnhaus                                                | (Teil der Baudenkmalgruppe Hofanlage Dransfelder Straße)                                    | 35884256 |                |
| Dransfelder Straße 17 51° 31′ 17″ N, 9° 51′ 58″ O | Fachwerkgebäude der 1. Hälfte des 19. Jh.               | (Teil der Baudenkmalgruppe Hofanlage Dransfelder Straße)                                    | 35884212 | BW             |
| 51° 31′ 15″ N, 9° 51′ 54″ O                       | Baudenkmalgruppe Ortskern Groß Ellershausen             | die Gruppe besteht aus den Gebäuden der Grundstücke St. Martini-Straße 12, 13 und 17 bis 25 | 35854916 | BW             |
| St. Martini-Straße 13 51° 31′ 15″ N, 9° 51′ 56″ O | Wohnhaus                                                | (Teil der Baudenkmalgruppe Ortskern Groß Ellershausen)                                      | 35884170 |                |
| St. Martini-Straße 21 51° 31′ 15″ N, 9° 51′ 54″ O | Wohn-/Wirtschaftsgebäude                                | (Teil der Baudenkmalgruppe Ortskern Groß Ellershausen)                                      | 35884107 |                |
| St. Martini-Straße 23 51° 31′ 14″ N, 9° 51′ 53″ O | Kirche                                                  | (Teil der Baudenkmalgruppe Ortskern Groß Ellershausen)                                      | 35884064 | Weitere Bilder |
| St. Martini-Straße 25 51° 31′ 13″ N, 9° 51′ 53″ O | Wohnhaus                                                | (Teil der Baudenkmalgruppe Ortskern Groß Ellershausen)                                      | 35884085 |                |
| B3, km 6,008 51° 31′ 18″ N, 9° 51′ 22″ O          | Unterführung ehemalige Bahnlinie Göttingen-Hann. Münden |                                                                                             | 35883916 |                |
| Wiesentalweg 51° 30′ 58″ N, 9° 51′ 32″ O          | Eisenbahnbrücke                                         |                                                                                             | 35883940 |                |
| St. Martini-Straße 51° 31′ 13″ N, 9° 51′ 25″ O    | Eisenbahnbrücke                                         |                                                                                             | 35883984 |                |
| 51° 31′ 31″ N, 9° 52′ 7″ O                        | Eisenbahnunterführung Mühlenberg                        |                                                                                             | 35884025 |                |
| An der Flöthe 51° 31′ 13″ N, 9° 52′ 13″ O         | Eisenbahnbrücke                                         |                                                                                             | 35884044 |                |

### Herberhausen
| Lage                                              | Bezeichnung                                       | Beschreibung | ID       | Bild           |
| ------------------------------------------------- | ------------------------------------------------- | --- | -------- | -------------- |
| 51° 32′ 19″ N, 9° 59′ 6″ O                        | Baudenkmalgruppe Alter Dorfbereich Herberhausen   | die Gruppe besteht aus den Gebäuden an Pfarrweg, Herberhäuser Thie und Oberstraße 1 und 2 bis 8                                            | 35854929 | BW             |
| Pfarrweg 1 51° 32′ 21″ N, 9° 59′ 6″ O             | Wohnhaus                                          | (Teil der Baudenkmalgruppe Alter Dorfbereich Herberhausen)                                                                                 | 35884615 |                |
| Am Herberhäuser Thie 1 51° 32′ 19″ N, 9° 59′ 4″ O | Wohnhaus                                          | (Teil der Baudenkmalgruppe Alter Dorfbereich Herberhausen)                                                                                 | 35884830 |                |
| Am Herberhäuser Thie 3 51° 32′ 20″ N, 9° 59′ 4″ O | Wohnhaus                                          | (Teil der Baudenkmalgruppe Alter Dorfbereich Herberhausen)                                                                                 | 35884809 |                |
| Am Herberhäuser Thie 7 51° 32′ 18″ N, 9° 59′ 5″ O | Wohnhaus                                          | (Teil der Baudenkmalgruppe Alter Dorfbereich Herberhausen)                                                                                 | 35884788 | BW             |
| Oberstraße 1 51° 32′ 18″ N, 9° 59′ 3″ O           | Wohnhaus                                          | (Teil der Baudenkmalgruppe Alter Dorfbereich Herberhausen)                                                                                 | 35884767 |                |
| Oberstraße 2 51° 32′ 19″ N, 9° 59′ 3″ O           | Wohnhaus                                          | (Teil der Baudenkmalgruppe Alter Dorfbereich Herberhausen)                                                                                 | 35884746 |                |
| Oberstraße 4 51° 32′ 19″ N, 9° 59′ 1″ O           | Wohnhaus                                          | (Teil der Baudenkmalgruppe Alter Dorfbereich Herberhausen)                                                                                 | 35884723 |                |
| Oberstraße 6 51° 32′ 19″ N, 9° 59′ 0″ O           | Wohnhaus                                          | (Teil der Baudenkmalgruppe Alter Dorfbereich Herberhausen)                                                                                 | 35884702 |                |
| Oberstraße 8 51° 32′ 19″ N, 9° 59′ 0″ O           | Wohnhaus                                          | (Teil der Baudenkmalgruppe Alter Dorfbereich Herberhausen)                                                                                 | 35884681 |                |
| Pfarrweg 51° 32′ 20″ N, 9° 59′ 6″ O               | St. Cosmas und Damian                             | (Teil der Baudenkmalgruppe Alter Dorfbereich Herberhausen)                                                                                 | 35884573 | Weitere Bilder |
| Pfarrweg 5 51° 32′ 19″ N, 9° 59′ 7″ O             | Wohnhaus                                          | (Teil der Baudenkmalgruppe Alter Dorfbereich Herberhausen)                                                                                 | 35884594 |                |
| 51° 32′ 23″ N, 9° 59′ 12″ O                       | Baudenkmalgruppe Im Beeke                         | die Gruppe besteht aus den Gebäuden Im Beeke 1 bis 3 und 4 bis 8 und An der Mühle 9                                                        | 35854955 | BW             |
| An der Mühle 9 51° 32′ 23″ N, 9° 59′ 10″ O        | Wohnhaus                                          | (Teil der Baudenkmalgruppe Im Beeke) | 35884438 | BW             |
| Im Beeke 1 51° 32′ 21″ N, 9° 59′ 11″ O            | Wohnhaus                                          | (Teil der Baudenkmalgruppe Im Beeke) | 35884523 |                |
| Im Beeke 3 51° 32′ 21″ N, 9° 59′ 11″ O            | Wohnhaus                                          | (Teil der Baudenkmalgruppe Im Beeke) | 35884502 |                |
| Im Beeke 4 51° 32′ 22″ N, 9° 59′ 11″ O            | Wohnhaus                                          | (Teil der Baudenkmalgruppe Im Beeke) | 35884481 | BW             |
| Im Beeke 6/8 51° 32′ 22″ N, 9° 59′ 10″ O          | Wohnhaus                                          | (Teil der Baudenkmalgruppe Im Beeke) | 35884459 |                |
| 51° 32′ 23″ N, 9° 59′ 13″ O                       | Baudenkmalgruppe Sonnenbreite                     | die Gruppe besteht aus dem Haus Sonnenbreite 1, dem Bachlauf der Lutter zwischen Henri-Dunant-Straße und Sonnenbreite und der Pferdetränke | 35854968 |                |
| Sonnenbreite 1 51° 32′ 23″ N, 9° 59′ 13″ O        | Wohnhaus                                          | (Teil der Baudenkmalgruppe Sonnenbreite)                                                                                                   | 35884337 |                |
| Sonnenbreite 51° 32′ 22″ N, 9° 59′ 13″ O          | Pferdetränke                                      | (Teil der Baudenkmalgruppe Sonnenbreite)                                                                                                   | 35884313 |                |
| Sonnenbreite 51° 32′ 22″ N, 9° 59′ 14″ O          | Bach zwischen Zum Kartoffelstein und Sonnenbreite | (Teil der Baudenkmalgruppe Sonnenbreite)                                                                                                   | 35884415 |                |
| Im Beeke 9 51° 32′ 20″ N, 9° 59′ 10″ O            | Wohnhaus                                          | | 35884377 |                |
| Im Beeke 15 51° 32′ 18″ N, 9° 59′ 9″ O            | Wohnhaus                                          | | 35884358 |                |

### Hetjershausen
| Lage                                      | Bezeichnung | Beschreibung | ID       | Bild           |
| ----------------------------------------- | ----------- | ------------ | -------- | -------------- |
| In der Wehm 1 51° 31′ 57″ N, 9° 51′ 33″ O | St. Maria   |              | 35884930 | Weitere Bilder |

### Holtensen
| Lage                                                | Bezeichnung                              | Beschreibung                                                                                        | ID       | Bild           |
| --------------------------------------------------- | ---------------------------------------- | --------------------------------------------------------------------------------------------------- | -------- | -------------- |
| 51° 33′ 47″ N, 9° 53′ 29″ O                         | Baudenkmalgruppe Alter Dorfbereich Gasse | die Gruppe besteht aus den Gebäuden der Häuser Gasse 2, 4, 6, 7, 9 und Twechte 10                   | 35854981 |                |
| Gasse 6 51° 33′ 46″ N, 9° 53′ 32″ O                 | Wohnhaus                                 | (Teil der Baudenkmalgruppe Alter Dorfbereich Gasse)                                                 | 35885170 |                |
| Gasse 6 51° 33′ 47″ N, 9° 53′ 32″ O                 | Stallanbau                               | (Teil der Baudenkmalgruppe Alter Dorfbereich Gasse)                                                 | 35885126 |                |
| Gasse 7 51° 33′ 47″ N, 9° 53′ 32″ O                 | Wohnhaus                                 | (Teil der Baudenkmalgruppe Alter Dorfbereich Gasse)                                                 | 35885432 |                |
| Gasse 8 51° 33′ 46″ N, 9° 53′ 33″ O                 | Wohnhaus                                 | (Teil der Baudenkmalgruppe Alter Dorfbereich Gasse)                                                 | 35885149 |                |
| Gasse 9 51° 33′ 47″ N, 9° 53′ 33″ O                 | Wohnhaus                                 | (Teil der Baudenkmalgruppe Alter Dorfbereich Gasse)                                                 | 35885411 |                |
| Twechte 10 51° 33′ 46″ N, 9° 53′ 29″ O              | Wohnhaus                                 | (Teil der Baudenkmalgruppe Alter Dorfbereich Gasse)                                                 | 35885474 |                |
| 51° 33′ 44″ N, 9° 53′ 21″ O                         | Baudenkmalgruppe Im Alten Dorfe 2        | die Gruppe besteht aus den Gebäuden der Grundstücke Im Alten Dorfe 2 bis 8 und Lenglerner Straße 41 | 35854994 |                |
| Lenglerner Straße 41 51° 33′ 44″ N, 9° 53′ 19″ O    | Wohnhaus                                 | (Teil der Baudenkmalgruppe Im Alten Dorfe 2)                                                        | 35885302 |                |
| Lenglerner Straße 41 51° 33′ 44″ N, 9° 53′ 20″ O    | Anbau                                    | (Teil der Baudenkmalgruppe Im Alten Dorfe 2)                                                        | 35885192 | BW             |
| Im Alten Dorfe 2 51° 33′ 44″ N, 9° 53′ 21″ O        | Wohn-/Wirtschaftsgebäude                 | (Teil der Baudenkmalgruppe Im Alten Dorfe 2)                                                        | 35885390 |                |
| Im Alten Dorfe 4 51° 33′ 45″ N, 9° 53′ 22″ O        | Gemeindehaus Holtensen                   | (Teil der Baudenkmalgruppe Im Alten Dorfe 2)                                                        | 35885368 |                |
| Im Alten Dorfe 6 51° 33′ 44″ N, 9° 53′ 23″ O        | Margarethen-Kirche                       | (Teil der Baudenkmalgruppe Im Alten Dorfe 2)                                                        | 35885346 | Weitere Bilder |
| Im Alten Dorfe 8 51° 33′ 45″ N, 9° 53′ 23″ O        | Schule                                   | (Teil der Baudenkmalgruppe Im Alten Dorfe 2)                                                        | 35885324 |                |
| 51° 33′ 48″ N, 9° 53′ 28″ O                         | Baudenkmalgruppe Im Alten Dorfe 29       | die Gruppe besteht aus den Hofanlagen Im Alten Dorfe 29 und 33                                      | 35855007 | BW             |
| Im Alten Dorfe 29 51° 33′ 48″ N, 9° 53′ 29″ O       | Wohn-/Wirtschaftsgebäude                 | (Teil der Baudenkmalgruppe Im Alten Dorfe 29)                                                       | 35885281 | BW             |
| Im Alten Dorfe 33 51° 33′ 50″ N, 9° 53′ 30″ O       | Wohnhaus                                 | (Teil der Baudenkmalgruppe Im Alten Dorfe 29)                                                       | 35885235 |                |
| 51° 33′ 33″ N, 9° 53′ 40″ O                         | Baudenkmalgruppe Versuchsgut Holtensen   | die Gruppe besteht aus sämtlichen baulichen Anlagen des Versuchsguts                                | 35855020 |                |
| Lenglerner Straße 75 51° 33′ 31″ N, 9° 53′ 40″ O    | Herrenhaus                               | (Teil der Baudenkmalgruppe Versuchsgut Holtensen)                                                   | 35884971 |                |
| Lenglerner Straße 75 51° 33′ 33″ N, 9° 53′ 41″ O    | Wohnhaus                                 | (Teil der Baudenkmalgruppe Versuchsgut Holtensen)                                                   | 35884994 | BW             |
| Lenglerner Straße 75 51° 33′ 33″ N, 9° 53′ 38″ O    | Stallungen                               | (Teil der Baudenkmalgruppe Versuchsgut Holtensen)                                                   | 35885080 | BW             |
| Lenglerner Straße 75 51° 33′ 34″ N, 9° 53′ 40″ O    | Wirtschaftsgebäude                       | (Teil der Baudenkmalgruppe Versuchsgut Holtensen)                                                   | 35885103 | BW             |
| EÜ-km?, DB-Strecke 1801 51° 34′ 19″ N, 9° 54′ 56″ O | Eisenbahnbrücke                          | | 35885495 |                |

### Knutbühren
| Lage                                       | Bezeichnung                                  | Beschreibung                                                           | ID       | Bild           |
| ------------------------------------------ | -------------------------------------------- | ---------------------------------------------------------------------- | -------- | -------------- |
| 51° 32′ 15″ N, 9° 49′ 17″ O                | Baudenkmalgruppe Wohnhäuser Lindenallee 2, 3 | die Gruppe besteht aus den Grundstücken der Häuser Lindenallee 2 und 3 | 35855308 |                |
| Lindenallee 2 51° 32′ 15″ N, 9° 49′ 18″ O  | Wohnhaus                                     | (Teil der Baudenkmalgruppe Wohnhäuser Lindenallee 2, 3)                | 35885553 |                |
| Lindenallee 3 51° 32′ 15″ N, 9° 49′ 17″ O  | Wohnhaus                                     | (Teil der Baudenkmalgruppe Wohnhäuser Lindenallee 2, 3)                | 35885532 |                |
| Klostergasse 2 51° 32′ 21″ N, 9° 49′ 16″ O | Kirche                                       |                                                                        | 35885513 | Weitere Bilder |

### Nikolausberg
| Lage                                               | Bezeichnung                            | Beschreibung                                                                                  | ID       | Bild           |
| -------------------------------------------------- | -------------------------------------- | --------------------------------------------------------------------------------------------- | -------- | -------------- |
| 51° 33′ 42″ N, 9° 58′ 42″ O                        | Baudenkmalgruppe Kirchhof Nikolausberg | die Gruppe besteht aus der Klosterkirche, dem Kirchhof und der Einfriedung                    | 35855033 |                |
| Augustinerstraße 15 51° 33′ 42″ N, 9° 58′ 40″ O    | Klosterkirche St. Nikolaus             | (Teil der Baudenkmalgruppe Kirchhof Nikolausberg)                                             | 35885881 | Weitere Bilder |
| Augustinerstraße 15 51° 33′ 42″ N, 9° 58′ 41″ O    | Kirchhof                               | (Teil der Baudenkmalgruppe Kirchhof Nikolausberg)                                             | 35885859 |                |
| Augustinerstraße 15 51° 33′ 42″ N, 9° 58′ 41″ O    | Einfriedung                            | (Teil der Baudenkmalgruppe Kirchhof Nikolausberg)                                             | 35885696 |                |
| 51° 33′ 39″ N, 9° 58′ 43″ O                        | Baudenkmalgruppe Ulrideshuser Straße   | die Gruppe besteht aus dem Grundstück Ulrideshuser Straße 22 ohne ausgewiesene Einzeldenkmale | 35855046 |                |
| Kalklage 2 51° 33′ 43″ N, 9° 58′ 42″ O             | Wohnhaus                               |                                                                                               | 35885796 |                |
| Ulrideshuser Straße 24 51° 33′ 40″ N, 9° 58′ 44″ O | Wohnhaus                               |                                                                                               | 35885756 |                |
| Ulrideshuser Straße 24 51° 33′ 39″ N, 9° 58′ 44″ O | Stallteil                              |                                                                                               | 35885658 |                |
| Ulrideshuser Straße 32 51° 33′ 40″ N, 9° 58′ 47″ O | Wohnhaus                               |                                                                                               | 35885737 |                |
| Ulrideshuser Straße 34 51° 33′ 40″ N, 9° 58′ 48″ O | Wohnhaus                               |                                                                                               | 35885717 |                |
| Ulrideshuser Straße 34 51° 33′ 40″ N, 9° 58′ 48″ O | Stallteil                              |                                                                                               | 35885677 |                |
| 51° 34′ 46″ N, 9° 59′ 49″ O                        | Nikolausberger Warte                   |                                                                                               | 35885776 | Weitere Bilder |

### Roringen
| Lage                                         | Bezeichnung                                        | Beschreibung | ID       | Bild           |
| -------------------------------------------- | -------------------------------------------------- | --- | -------- | -------------- |
| 51° 33′ 31″ N, 10° 0′ 16″ O                  | Baudenkmalgruppe Alter Dorfbereich Lange Straße 10 | die Gruppe besteht aus den Gebäuden der Grundstücke Lange Straße 10, 11, 11b und Schmiedestraße 1                           | 35855059 | BW             |
| Lange Straße 10 51° 33′ 31″ N, 10° 0′ 15″ O  | Wohnhaus                                           | (Teil der Baudenkmalgruppe Alter Dorfbereich Lange Straße 10)                                                               | 35886479 | BW             |
| Lange Straße 10 51° 33′ 31″ N, 10° 0′ 17″ O  | Backhaus                                           | (Teil der Baudenkmalgruppe Alter Dorfbereich Lange Straße 10)                                                               | 35886136 | BW             |
| Lange Straße 11 51° 33′ 32″ N, 10° 0′ 18″ O  | Wohnhaus                                           | (Teil der Baudenkmalgruppe Alter Dorfbereich Lange Straße 10)                                                               | 35886458 |                |
| Lange Straße 11 51° 33′ 33″ N, 10° 0′ 19″ O  | Stall                                              | (Teil der Baudenkmalgruppe Alter Dorfbereich Lange Straße 10)                                                               | 35886030 | BW             |
| Lange Straße 11b 51° 33′ 33″ N, 10° 0′ 20″ O | Scheune die Scheune wurde 2013 abgerissen          | (Teil der Baudenkmalgruppe Alter Dorfbereich Lange Straße 10)                                                               | 35885988 | BW             |
| Schmiedestraße 1 51° 33′ 32″ N, 10° 0′ 16″ O | Wohnhaus                                           | (Teil der Baudenkmalgruppe Alter Dorfbereich Lange Straße 10)                                                               | 35886415 |                |
| Schmiedestraße 1 51° 33′ 32″ N, 10° 0′ 16″ O | Stallflügel                                        | (Teil der Baudenkmalgruppe Alter Dorfbereich Lange Straße 10)                                                               | 35886115 |                |
| 51° 33′ 30″ N, 10° 0′ 21″ O                  | Baudenkmalgruppe Ortskern Roringen                 | die Gruppe besteht aus der Kirche St. Martini und den Grundstücken Lange Straße 20, Opferbach 2 und 3 und Roringer Winkel 7 | 35855072 |                |
| Lange Straße 20 51° 33′ 30″ N, 10° 0′ 23″ O  | St. Martini                                        | (Teil der Baudenkmalgruppe Ortskern Roringen)                                                                               | 35886157 | Weitere Bilder |
| Lange Straße 20 51° 33′ 31″ N, 10° 0′ 23″ O  | Kirchplatz                                         | (Teil der Baudenkmalgruppe Ortskern Roringen)                                                                               | 35886093 | BW             |
| Lange Straße 22 51° 33′ 30″ N, 10° 0′ 25″ O  | Kindergarten                                       | (Teil der Baudenkmalgruppe Ortskern Roringen)                                                                               | 35886390 |                |
| Opferbach 2 51° 33′ 29″ N, 10° 0′ 23″ O      | Wohn-/Wirtschaftsgebäude                           | (Teil der Baudenkmalgruppe Ortskern Roringen)                                                                               | 35886348 |                |
| Opferbach 3 51° 33′ 29″ N, 10° 0′ 24″ O      | Wohnhaus                                           | (Teil der Baudenkmalgruppe Ortskern Roringen)                                                                               | 35886369 |                |
| Roringer Winkel 7                            | Wohnhaus                                           | (Teil der Baudenkmalgruppe Ortskern Roringen)                                                                               | 35886327 |                |
| 51° 33′ 24″ N, 10° 0′ 27″ O                  | Baudenkmalgruppe Lange Straße 42                   | die Gruppe besteht aus den Gebäuden des Grundstücks Lange Straße 42                                                         | 35855085 |                |
| Lange Straße 42 51° 33′ 24″ N, 10° 0′ 26″ O  | Pfarrhaus                                          | (Teil der Baudenkmalgruppe yyy)                                                                                             | 35886305 |                |
| Lange Straße 42 51° 33′ 25″ N, 10° 0′ 27″ O  | Pfarrscheune                                       | (Teil der Baudenkmalgruppe yyy)                                                                                             | 35886283 |                |
| 51° 33′ 26″ N, 10° 0′ 22″ O                  | Baudenkmalgruppe Opferbach                         | die Gruppe besteht aus dem Grundstück Opferbach 10                                                                          | 35855098 | BW             |
| Opferbach 10 51° 33′ 26″ N, 10° 0′ 22″ O     | Wohnhaus                                           | (Teil der Baudenkmalgruppe Opferbach)                                                                                       | 35886240 |                |
| Opferbach 10 51° 33′ 26″ N, 10° 0′ 21″ O     | Scheune                                            | (Teil der Baudenkmalgruppe Opferbach)                                                                                       | 35886219 | BW             |
| Baumgarten 51° 33′ 23″ N, 10° 0′ 33″ O       | Wohnhaus                                           | | 35886200 |                |
| B 27 51° 33′ 43″ N, 10° 1′ 9″ O              | Roringer Warte                                     | | 35886179 |                |

### Weende

#### Gruppe: Baudenkmalgruppe B27, von km 1,2 bis 4,0
Die Gruppe „Baudenkmalgruppe B27, von km 1,2 bis 4,0“ hat die ID 35852995.

| Lage                        | Bezeichnung                              | Beschreibung                                                       | ID       | Bild |
| --------------------------- | ---------------------------------------- | ------------------------------------------------------------------ | -------- | ---- |
| 51° 33′ 14″ N, 9° 57′ 51″ O | Baudenkmalgruppe B27, von km 1,2 bis 4,0 | die Gruppe besteht aus der Bundesstraße nebst den Kilometersteinen | 35852995 | BW   |

#### Gruppe: Breite Straße
Die Gruppe „Breite Straße“ hat die ID 35855111.

| Lage                                        | Bezeichnung | Beschreibung   | ID       | Bild |
| ------------------------------------------- | ----------- | -------------- | -------- | ---- |
| Breite Straße 17 51° 33′ 45″ N, 9° 56′ 8″ O | Schule      | „Haus am Thie“ | 35887816 |      |
| Breite Straße 17 51° 33′ 44″ N, 9° 56′ 8″ O | Vorplatz    |                | 35886579 |      |
| Thiestraße 2 51° 33′ 45″ N, 9° 56′ 7″ O     | Wohnhaus    |                | 35887792 |      |
| Thiestraße 2 51° 33′ 46″ N, 9° 56′ 7″ O     | Anbau       |                | 35886534 |      |

#### Sonstige Baudenkmale
| Lage                                                  | Bezeichnung                                     | Beschreibung | ID       | Bild           |
| ----------------------------------------------------- | ----------------------------------------------- | --- | -------- | -------------- |
| 51° 33′ 29″ N, 9° 57′ 18″ O                           | Baudenkmalgruppe Grisebachstraße                | die Gruppe besteht aus dem Grundstücks des Versuchsguts der Universität Göttingen                                                         | 35855124 |                |
| Grisebachstraße 4 51° 33′ 28″ N, 9° 57′ 18″ O         | Versuchsgut, Verwaltungsgebäude                 | (Teil der Baudenkmalgruppe Grisebachstraße)                                                                                               | 35886508 |                |
| Grisebachstraße 4 51° 33′ 28″ N, 9° 57′ 17″ O         | Wohngebäude                                     | (Teil der Baudenkmalgruppe Grisebachstraße)                                                                                               | 35886705 |                |
| Grisebachstraße 4 51° 33′ 29″ N, 9° 57′ 18″ O         | Versuchsgut, Stall/Speicher                     | (Teil der Baudenkmalgruppe Grisebachstraße)                                                                                               | 35886818 |                |
| Grisebachstraße 4 51° 33′ 30″ N, 9° 57′ 18″ O         | Versuchsgut, Wagenschauer                       | (Teil der Baudenkmalgruppe Grisebachstraße)                                                                                               | 35886870 |                |
| Hennebergstraße 20 51° 33′ 36″ N, 9° 56′ 11″ O        | Baudenkmalgruppe Hennebergstraße                | die Gruppe besteht aus dem Grundstück Hennebergstraße 20                                                                                  | 35855137 |                |
| Hennebergstraße 20 51° 33′ 36″ N, 9° 56′ 11″ O        | Hofstelle                                       | (Teil der Baudenkmalgruppe Hennebergstraße)                                                                                               | 35887743 |                |
| Hennebergstraße 20 51° 33′ 36″ N, 9° 56′ 11″ O        | Stall                                           | (Teil der Baudenkmalgruppe Hennebergstraße)                                                                                               | 35887719 |                |
| 51° 33′ 48″ N, 9° 55′ 44″ O                           | Baudenkmalgruppe Klostergut Weende              | die Gruppe umfasst das Gelände des Klosterguts                                                                                            | 35855150 | Weitere Bilder |
| Klosterweg 7 51° 33′ 45″ N, 9° 55′ 49″ O              | Torhaus                                         | (Teil der Baudenkmalgruppe Klostergut Weende)                                                                                             | 35887692 |                |
| Klosterweg 8 51° 33′ 46″ N, 9° 55′ 49″ O              | Torhaus                                         | (Teil der Baudenkmalgruppe Klostergut Weende)                                                                                             | 35888326 |                |
| Klosterweg 10 51° 33′ 47″ N, 9° 55′ 48″ O             | Nebengebäude                                    | (Teil der Baudenkmalgruppe Klostergut Weende)                                                                                             | 35888301 |                |
| Klosterweg 12 51° 33′ 46″ N, 9° 55′ 47″ O             | Nebengebäude                                    | (Teil der Baudenkmalgruppe Klostergut Weende)                                                                                             | 35888277 |                |
| Klosterweg 14 51° 33′ 47″ N, 9° 55′ 45″ O             | Gutshaus Klostergut Weende                      | (Teil der Baudenkmalgruppe Klostergut Weende)                                                                                             | 35888250 | Weitere Bilder |
| Klosterweg 16 51° 33′ 47″ N, 9° 55′ 42″ O             | Wohnhaus                                        | (Teil der Baudenkmalgruppe Klostergut Weende)                                                                                             | 35888226 |                |
| Klosterweg 51° 33′ 46″ N, 9° 55′ 36″ O                | Gutsmauer Klostergut Weende                     | (Teil der Baudenkmalgruppe Klostergut Weende)                                                                                             | 35886844 |                |
| Klosterweg 51° 33′ 47″ N, 9° 55′ 40″ O                | zwei Brücken über den Mühlgraben                | (Teil der Baudenkmalgruppe Klostergut Weende)                                                                                             | 35886980 | BW             |
| Klosterweg 51° 33′ 51″ N, 9° 55′ 45″ O                | nördliche Einfriedung                           | (Teil der Baudenkmalgruppe Klostergut Weende)                                                                                             | 35888178 |                |
| Klosterweg 51° 33′ 46″ N, 9° 55′ 43″ O                | Mühlgraben Klostergut Weende                    | (Teil der Baudenkmalgruppe Klostergut Weende)                                                                                             | 35888202 |                |
| 51° 33′ 37″ N, 9° 56′ 17″ O                           | Baudenkmalgruppe Petrikirchstraße               | die Gruppe umfasst die Grundstücke Petrikirchstraße 2 und 4                                                                               | 35855163 |                |
| Petrikirchstraße 2 51° 33′ 38″ N, 9° 56′ 16″ O        | Wohn-/Wirtschaftsgebäude                        | (Teil der Baudenkmalgruppe Petrikirchstraße)                                                                                              | 35887558 |                |
| Petrikirchstraße 4 51° 33′ 38″ N, 9° 56′ 18″ O        | Wohn-/Wirtschaftsgebäude                        | (Teil der Baudenkmalgruppe Petrikirchstraße)                                                                                              | 35887535 |                |
| 51° 33′ 40″ N, 9° 56′ 14″ O                           | Baudenkmalgruppe Petrikirchstraße 11            | die Gruppe umfasst die Grundstücke Petrikirchstraße 10 und 11                                                                             | 35855176 |                |
| Petrikirchstraße 10 51° 33′ 40″ N, 9° 56′ 13″ O       | Wohnhaus                                        | (Teil der Baudenkmalgruppe Petrikirchstraße 11)                                                                                           | 35887487 |                |
| Petrikirchstraße 10 51° 33′ 40″ N, 9° 56′ 12″ O       | zwei Stallanbauten                              | (Teil der Baudenkmalgruppe Petrikirchstraße 11)                                                                                           | 35886623 |                |
| Petrikirchstraße 11 51° 33′ 40″ N, 9° 56′ 14″ O       | Wohn-/Wirtschaftsgebäude                        | (Teil der Baudenkmalgruppe Petrikirchstraße 11)                                                                                           | 35887511 |                |
| Petrikirchstraße 51° 33′ 36″ N, 9° 56′ 15″ O          | Baudenkmalgruppe Kirchhof Weende                | die Gruppe umfasst den Kirchhof Weende mit der Kirche St. Petri, dem Gemeindehaus und den vorderen Teil des Friedhofs mit einem Mausoleum | 35855189 |                |
| Petrikirchstraße 19 51° 33′ 36″ N, 9° 56′ 17″ O       | St. Petri                                       | (Teil der Baudenkmalgruppe Kirchhof Weende)                                                                                               | 35887435 |                |
| Petrikirchstraße 17 51° 33′ 37″ N, 9° 56′ 15″ O       | Gemeindehaus                                    | (Teil der Baudenkmalgruppe Kirchhof Weende)                                                                                               | 35887461 |                |
| Petrikirchstraße                                      | Mausoleum                                       | (Teil der Baudenkmalgruppe Kirchhof Weende)                                                                                               | 35887951 |                |
| 51° 33′ 51″ N, 9° 56′ 8″ O                            | Baudenkmalgruppe Steinweg                       | die Gruppe umfasst die Grundstücke Steinweg 19 und Thiestraße 14 bis 18                                                                   | 35855268 | BW             |
| Steinweg 19 51° 33′ 51″ N, 9° 56′ 7″ O                | Wohnhaus                                        | (Teil der Baudenkmalgruppe Steinweg) | 35887254 |                |
| Thiestraße 14 51° 33′ 50″ N, 9° 56′ 7″ O              | Wohnhaus                                        | (Teil der Baudenkmalgruppe Steinweg) | 35887885 |                |
| Thiestraße 15 51° 33′ 50″ N, 9° 56′ 7″ O              | Wohnhaus                                        | (Teil der Baudenkmalgruppe Steinweg) | 35887929 |                |
| Thiestraße 16 51° 33′ 50″ N, 9° 56′ 8″ O              | Wohnhaus                                        | (Teil der Baudenkmalgruppe Steinweg) | 35887863 | BW             |
| Thiestraße 17 51° 33′ 51″ N, 9° 56′ 7″ O              | Wohnhaus                                        | (Teil der Baudenkmalgruppe Steinweg) | 35887907 |                |
| Thiestraße 18 51° 33′ 51″ N, 9° 56′ 7″ O              | Wohnhaus                                        | (Teil der Baudenkmalgruppe Steinweg) | 35887841 |                |
| 51° 32′ 59″ N, 9° 56′ 12″ O                           | Baudenkmalgruppe Pfarrzentrum St. Christophorus | die Gruppe besteht aus der St. Christophoruskirche und den zugehörigen Gebäuden                                                           | 35855481 |                |
| Theodor-Heuss-Straße 47 51° 33′ 0″ N, 9° 56′ 7″ O     | St. Christophoruskirche                         | (Teil der Baudenkmalgruppe Pfarrzentrum St. Christophorus)                                                                                | 35881147 |                |
| Theodor-Heuss-Straße 47 51° 32′ 59″ N, 9° 56′ 10″ O   | Glockenturm                                     | (Teil der Baudenkmalgruppe Pfarrzentrum St. Christophorus)                                                                                | 35877553 |                |
| Theodor-Heuss-Straße 47 51° 33′ 0″ N, 9° 56′ 9″ O     | Garagenbau                                      | (Teil der Baudenkmalgruppe Pfarrzentrum St. Christophorus)                                                                                | 35881206 |                |
| Theodor-Heuss-Straße 47/49 51° 32′ 59″ N, 9° 56′ 9″ O | Gemeindehaus                                    | (Teil der Baudenkmalgruppe Pfarrzentrum St. Christophorus)                                                                                | 35881119 |                |
| Theodor-Heuss-Straße 51/53 51° 32′ 58″ N, 9° 56′ 7″ O | Kindergarten                                    | (Teil der Baudenkmalgruppe Pfarrzentrum St. Christophorus)                                                                                | 35881178 |                |
| Eichweg 10 51° 33′ 31″ N, 9° 56′ 1″ O                 | Wohnhaus                                        | | 35887186 |                |
| Eichweg 10 51° 33′ 31″ N, 9° 56′ 0″ O                 | Nebengebäude                                    | | 35886645 |                |
| Hannoversche Straße 112 51° 33′ 40″ N, 9° 55′ 56″ O   | Gasthaus                                        | | 35887162 |                |
| Hannoversche Straße 112 51° 33′ 40″ N, 9° 55′ 57″ O   | Kegelbahn                                       | | 35887003 |                |
| Hannoversche Straße 126 51° 33′ 43″ N, 9° 55′ 57″ O   | Wassermühle                                     | | 35887139 |                |
| Hannoversche Straße 126 51° 33′ 43″ N, 9° 55′ 58″ O   | Nebengebäude                                    | | 35887071 |                |
| Uferweg 6 51° 33′ 43″ N, 9° 55′ 58″ O                 | Anbau                                           | | 35887049 |                |
| Hennebergstraße 17 51° 33′ 37″ N, 9° 56′ 9″ O         | Wohn-/Wirtschaftsgebäude                        | | 35887117 |                |
| Hennebergstraße 17 51° 33′ 37″ N, 9° 56′ 9″ O         | Stallteil                                       | | 35886937 |                |
| Mittelstraße 51° 33′ 41″ N, 9° 56′ 1″ O               | Bachlauf der Weende                             | | 35886557 |                |
| Mittelstraße 3 51° 33′ 39″ N, 9° 56′ 0″ O             | Gutshaus                                        | | 35888112 |                |
| Otto-Lauffer-Straße 51° 33′ 40″ N, 9° 56′ 2″ O        | Bachlauf der Weende                             | | 35888064 |                |
| Otto-Lauffer-Straße 2 51° 33′ 41″ N, 9° 56′ 19″ O     | Otto-Lauffer-Haus                               | | 35888018 |                |
| Otto-Lauffer-Straße 2 51° 33′ 41″ N, 9° 56′ 19″ O     | Einfriedung                                     | | 35886916 |                |
| Schlagenweg 3 51° 33′ 41″ N, 9° 56′ 17″ O             | Wohnhaus                                        | | 35887975 |                |
| Schlagenweg 8 51° 33′ 39″ N, 9° 56′ 19″ O             | Wohnhaus                                        | | 35888041 |                |
| Schlagenweg 8 51° 33′ 40″ N, 9° 56′ 19″ O             | Mauer                                           | | 35886773 |                |
| Schlagenweg 10 51° 33′ 39″ N, 9° 56′ 20″ O            | Wohnhaus                                        | | 35888134 |                |
| Schlagenweg 10 51° 33′ 40″ N, 9° 56′ 20″ O            | Mauer                                           | | 35886752 |                |
| Springstraße 23 51° 33′ 53″ N, 9° 56′ 14″ O           | Wohnhaus                                        | | 35887391 |                |
| Springstraße 24 51° 33′ 49″ N, 9° 56′ 14″ O           | Wohnhaus                                        | | 35888157 |                |
| Thiestraße 6 51° 33′ 47″ N, 9° 56′ 7″ O               | Wohnhaus                                        | | 35888088 |                |